# Grammy Award de la meilleure prestation de musique africaine
Le Grammy Award de la meilleure prestation de musique africaine (Best African Music Performance) est une récompense décernée lors des cérémonies annuelles des Grammy Awards décernée à la prestation de musique africaine de l'année.

## Lauréats
| Année | Artiste(s) | Titre        |
| ----- | ---------- | ------------ |
| 2024  | Tyla       | Water        |
| 2025  | Tems       | Love Me JeJe |